# محرک وسطی
محرک وسطی یا رمونتوآر (انگلیسی: Remontoire) (به فرانسوی remontoir d’egalité، به معنای محرک میانی یا کوک ثانویه) یک ذخیره‌کننده انرژی در ساعت‌های مکانیکی است که نه تمام چرخ‌دنده‌ها، بلکه فقط چرخ‌دنگ یا چرخ بلافاصله قبل از آن (چرخ ثانیه در ساعت‌های قابل حمل) را به حرکت درمی‌آورد و به صورت دوره‌ای توسط منبع اصلی انرژی شارژ (کوک) می‌شود؛ بنابراین، یک گشتاور محرکه نسبتاً ثابت در اختیار دنگ و در نتیجه سامانهٔ نوسان (آونگ، فنر-رقاصک) قرار می‌گیرد که پیش‌نیاز یک دوره نوسان ثابت است که دقت حرکت را تعیین می‌کند.

## جزئیات بیشتر
ساختارهایی که در آنها ذخیره انرژی میانی بخشی از چرخ‌دنگ است و در هر نوسان یا نیم نوسان آونگ کوک می‌شود یا یک تکانه محرک آزاد می‌کند، رمونتوآر نامیده نمی‌شوند، بلکه به عنوان بخشی از چرخ‌دنگ در نظر گرفته می‌شوند. نمونه‌هایی از این موارد عبارتند از چرخ‌دنگ‌های گرانشی یا فنری دنیسون، ریفلر و استراسر و همچنین چرخ‌دنگ تکانه ثابت Déhon (به Hemmung (Uhr) مراجعه کنید). ساعت‌های خودکار امروزی نیز ساعت‌هایی با رمونتوآر نیستند، زیرا این ساعت‌ها دارای ذخیره انرژی میانی نیستند، بلکه فنر محرکه (منبع انرژی اصلی) به‌طور نامنظم (بسته به حرکت ساعت) کوک می‌شود. ساعت‌هایی که اخیراً با رمونتوآر الکتریکی ساخته شده‌اند در اینجا در نظر گرفته نمی‌شوند.
ساعت‌های جیبی قدیمی اغلب دارای کتیبه remontoire هستند. به عنوان یک قاعده، این ساعت‌ها محرک وسطی ندارند. معمولاً ساعت‌های کوکی را که قبلاً از کوک‌های کلیدی استفاده می‌کردند، به این صورت نامگذاری می‌کردند. محرک‌های کمکی که در حین کوک کردن ساعت (در ساعت‌های برجی این کار اغلب ساعت‌ها طول می‌کشد) حرکت آن را حفظ می‌کنند نیز رمونتوآر نامیده می‌شوند. با این حال، اینها کل چرخ دنده را به حرکت درمی‌آورند و نه فقط چرخ دنگ و بنابراین باید از رمونتوآرهای میانی متمایز شوند.
منبع انرژی اصلی یک ساعت، گشتاور محرکه بزرگی را در یک دوره زمانی طولانی (روزها، هفته‌ها) فراهم می‌کند، در حالی که رمونتوآر یک گشتاور کوچک لازم برای عملکرد چرخ دنگ و سیستم نوسان را ایجاد می‌کند، که به دلیل ظرفیت ذخیره‌سازی کم، نیاز به شارژ مجدد دوره‌ای در فواصل زمانی کوتاه دارد.
ساعت‌های بزرگ (ساعت‌های برجی، ساعت‌های ایستاده، ساعت‌های رومیزی و غیره) معمولاً با یک وزنه و ساعت‌های کوچک (ساعت‌های جیبی، ساعت‌های مچی، ساعت‌های زنگ‌دار و غیره) با یک فنر کوکی (فنر تخت پیچ خورده) به حرکت در می‌آیند. محرک فنر کوکی این عیب را دارد که با افزایش شل شدن فنر، گشتاور کمتری ایجاد می‌شود. محرک وزنه‌ای در اصل یک گشتاور ثابت را فراهم می‌کند. با این حال، عدم دقت در انتقال نیرو از طریق چرخ‌دنده به چرخ‌دنگ و همچنین سایر تأثیرات (کثیفی، در ساعت‌های برجی، تأثیرات آب و هوایی و غیره) منجر به گشتاور محرکه متغیر در چرخ‌دنگ می‌شود. محرک وسطی این اختلالات را از بین می‌برد و تا زمانی که گشتاور متغیر محرک اصلی هنوز قادر به شارژ ذخیره‌ساز میانی باشد (نقطه S، تصویر را ببینید)، گشتاور تا حد زیادی ثابت را فراهم می‌کند. گشتاورهای تولید شده توسط منبع انرژی اصلی به دلیل نسبت دنده بسیار بزرگتر از گشتاورهای روی چرخ دنگ هستند که در تصویر نشان داده شده است.
اختراع محرک وسطی به یوست بورگی (اوایل قرن هفدهم) نسبت داده می‌شود. در نتیجه، طرح‌های بسیار متفاوتی شناخته شده‌اند. علاوه بر ذخیره انرژی (وزنه یا فنر)، یک سازوکار آزادسازی و توقف برای همه آنها مشترک است. همان‌طور که در ادامه توضیح داده خواهد شد، آزادسازی یک اختلال اجتناب‌ناپذیر است که باید با اقدامات سازنده تا حد امکان کوچک نگه داشته شود. توالی چرخ‌دنده‌ها مانند ساعت‌های بدون محرک وسطی در مراحل زمانی مشخص شده توسط چرخ‌دنگ انجام نمی‌شود، بلکه توسط دوره کوک محرک وسطی تعیین می‌شود. به عنوان مثال، اگر یک بار در دقیقه کوک شود، چرخ‌دنده نیز فقط یک بار در دقیقه یک قدم به جلو می‌رود؛ بنابراین، جریان زمان را فقط می‌توان در مراحل دقیقه‌ای نمایش داد، مگر اینکه یک عقربه روی محور چرخ‌دنگ نصب شده باشد یا یک چرخ‌دنده نمایشگر (ثانویه) مشتق شده باشد.
محرک وسطی در ساعت‌های قابل حمل جا نیفتاده است، اگرچه گاهی اوقات در زمان‌های اخیر نیز استفاده می‌شود. دلایل متعددی برای این امر وجود دارد. به‌طور خاص، مکانیک محرک وسطی یک منبع خطای اضافی است (به عنوان مثال، خستگی فنر ذخیره میانی، مشکلات اصطکاک سازوکار آزادسازی و غیره)، به طوری که تلاش بیشتر منجر به بهبود قابل توجهی در دقت حرکت نشد. محرک وسطی بیشتر در ساعت‌های بزرگ (به ویژه ساعت‌های برجی) یافت می‌شود.
در زیر اصول برخی از طرح‌ها توضیح داده شده است.

## محرک وسطی نیروی فنری هریسون

محرک وسطی هریسون

جان هریسون در زمان‌سنج دریایی خود H2 از یک محرک وسطی مطابق شکل زیر استفاده کرد.
شفت‌های ۱ تا ۴ در یک قاب نشان داده نشده‌اند. چرخ‌دنگ GH که در اینجا مورد توجه نیست، از یک طرف به چرخ‌دنگ HR اجازه می‌دهد تا با سرعت سیستم نوسانی که نشان داده نشده است (در هریسون، تیرهای متعادل متقاطع متصل به فنر) به صورت گام به گام حرکت کند و از طرف دیگر سیستم نوسانی را با تکانه‌های محرک دوره‌ای برای حفظ نوسان تغذیه می‌کند. چرخ‌دنگ و دو بادامک KS محکم روی شفت ۱ قرار می‌گیرند. دو فنر کششی F به بادامک‌ها متصل می‌شوند که در انتهای دیگر خود از طریق پین‌های ST به یک چرخ کششی SR متصل می‌شوند. چرخ کششی، یک چرخ‌دنده RZ1 و یک ستاره سوئیچ SS به شفت توخالی HW متصل می‌شوند که می‌تواند روی شفت ۱ بچرخد.
فنرهای کششی، گشتاوری را در خلاف جهت عقربه‌های ساعت بر روی چرخ‌دنگ اعمال می‌کنند. در حالی که چرخ‌دنگ و در نتیجه بادامک‌ها به‌طور مداوم در حال حرکت هستند، حرکت چرخ کششی توسط یک قطعه قفل SP که به اهرم دوتایی DH متصل است، مسدود می‌شود، در حالی که اهرم دوتایی به دلیل وزن G دائماً روی ستاره سوئیچ قرار می‌گیرد؛ بنابراین فنرهای کششی شل می‌شوند و نیروی کمتری را ارائه می‌دهند. با این حال، از آنجایی که بازوهای اهرمی a (a1، a2) با طول فنرهای کوتاه f (f1، f2) مخالف هستند، گشتاور محرکه تا حد زیادی ثابت می‌ماند. پس از چرخش چرخ‌دنگ به میزان معینی، یعنی پس از مدت زمان معینی (۳۰ ثانیه برای هریسون)، فنرها به صورت دوره‌ای دوباره کوک می‌شوند. این فرایند توسط یکی از بادامک‌های N که روی چرخ‌دنگ قرار گرفته است، که بر روی دکمه SF اهرم دوتایی عمل می‌کند و بنابراین قطعه قفل را از ستاره سوئیچ جدا می‌کند، آغاز می‌شود. در این فرایند، چرخ‌دنگ باید کار آزادسازی به اصطلاح را در برابر وزن اهرم و در برابر نیروهای اصطکاک انجام دهد. این گشتاور محرکه تولید شده توسط فنرهای کششی را کاهش می‌دهد، به طوری که در طول فرایند آزادسازی، یک تکانه محرک کمتر به سیستم نوسانی وارد می‌شود. با بهینه‌سازی طراحی مکانیک آزادسازی (یا مکانیک توقف)، کار آزادسازی باید به حداقل برسد تا تأثیر (منفی) بر دقت حرکت تا حد امکان کوچک نگه داشته شود. از آنجایی که قطعه قفل دیگر ستاره سوئیچ را مسدود نمی‌کند، گشتاور محرکه تأمین شده توسط منبع انرژی اصلی از چرخ‌دنده LW که تاکنون ثابت بوده است به چرخ‌دنده و در نتیجه به چرخ کششی منتقل می‌شود که اکنون در خلاف جهت عقربه‌های ساعت حرکت می‌کند و فنرها را دوباره کوک می‌کند. برای اینکه این حرکت خیلی سریع اتفاق نیفتد، یک بادگیر W با چرخ‌دنده RZ2 به حرکت در می‌آید. پس از اینکه بادامک چرخ‌دنگ دکمه اهرم دوتایی را ترک کرد، قطعه قفل اهرم دوتایی دوباره درگیر ستاره سوئیچ می‌شود و کوک مجدد را خاتمه می‌دهد. چرخ‌دنده دوباره متوقف می‌شود. محرک چرخ‌دنگ توسط فنرها در طول کل فرایند کوک مجدد قطع نشد.

## محرک وسطی گرانشی واگنر
راه حل دیگری که برای ساعت‌های بزرگ استفاده می‌شود توسط برنارد-هنری واگنر ارائه شده است. اصل در شکل مجاور نشان داده شده است.
شفت‌های ۱ تا ۴ در قاب نشان داده نشده‌اند. شفت‌های ۱ و ۲ روی محور مشترک AC قرار دارند. یک چرخ بالابر SR و یک چرخ‌دنده RZ1 به شفت ۵ متصل می‌شوند، که شفت در یک اهرم متعادل H که می‌تواند آزادانه حول شفت ۱ بچرخد، نصب می‌شود. چرخ بالابر با یک چرخ محرک AR درگیر می‌شود که مانند چرخ‌دنگ HR محکم روی شفت ۲ قرار دارد. چرخ‌دنگ مطابق با دوره نوسان آونگ توسط مکانیزم دنگ HM به صورت دوره‌ای آزاد و متوقف می‌شود. چرخ‌دنده LW که توسط منبع انرژی اصلی از طریق چرخ‌دنده به حرکت در می‌آید، دائماً گشتاوری را بر روی چرخ‌دنده RZ2 اعمال می‌کند، که مانند دو انگشت سوئیچ SF و یک بادگیر W، محکم به شفت ۳ متصل است.
انگشت سوئیچ تحت تأثیر گشتاور روی قسمت استوانه‌ای بادامک سوئیچ متصل به اهرم SN قرار می‌گیرد و از این رو از حرکت چرخ LW یا چرخ‌دنده جلوگیری می‌کند. بادامک سوئیچ دارای یک فرورفتگی A است که پس از چرخش اهرم به میزان معینی، انگشت سوئیچ مربوطه را آزاد می‌کند و به چرخ‌دنده اجازه حرکت می‌دهد. وزنه G به اهرم متصل است. وزنه بلند شده توسط اهرم، ذخیره انرژی میانی را نشان می‌دهد و گشتاوری حول محور AC اعمال می‌کند.
اهرم بلند شده تنها در صورتی می‌تواند تحت تأثیر این گشتاور به سمت پایین حرکت کند که مکانیزم دنگ، چرخ‌دنگ و در نتیجه چرخ محرک را آزاد کند. هنگامی که چرخ‌دنگ متوقف می‌شود، حرکت اهرم مسدود می‌شود، زیرا چرخ بالابر و چرخ‌دنده RZ1 به دلیل اتصال ثابت به شفت ۵ همیشه فقط می‌توانند در زوایای مساوی حرکت کنند. با این حال، به دلیل قطرهای مختلف SR و RZ1، هنگام غلتش روی چرخ‌دنده‌های متناظر ثابت خود در این زاویه، اهرم باید با زوایای مختلف حول محور AC حرکت کند که این امکان‌پذیر نیست.
اگر SR و RZ1 اندازه یکسان (و بنابراین LW و AR نیز اندازه یکسان) باشند، اهرم حتی در صورت نگه داشتن چرخ‌دنگ، بدون مانع به سمت پایین حرکت می‌کند.
اگر چرخ‌دنگ آزاد شود، حرکت غلتشی SR روی AR به‌طور کامل به حرکت زاویه‌ای اهرم تبدیل نمی‌شود، زیرا بخشی از حرکت به AR منتقل می‌شود. این حرکت دیفرانسیل متعادل کننده، حرکت اهرم را ممکن می‌سازد، زیرا حرکات زاویه‌ای مساوی RZ1 و SR اکنون با شرایط حرکتی منحصر به فرد متقابل برای اهرم مخالفت نمی‌کنند.
وزنه یک گشتاور دائمی (کوچک) ایجاد می‌کند که یک تکانه محرک به اندازه کافی بزرگ برای چرخ‌دنگ یا آونگ فراهم می‌کند. این گشتاور در جهت عقربه‌های ساعت بر روی چرخ بالابر عمل می‌کند، به طوری که یک گشتاور در خلاف جهت عقربه‌های ساعت به‌طور مداوم بر روی چرخ محرک و در نتیجه بر روی چرخ‌دنگ اعمال می‌شود. هر بار که چرخ‌دنگ آزاد می‌شود، به میزان مشخص شده توسط سازوکار دنگ حرکت می‌کند و اهرم با انتقال انرژی به چرخ‌دنگ یا آونگ با چرخ‌های SR و RZ1 که در حال چرخش هستند، به تدریج به سمت پایین می‌رود. در موقعیت انتهایی پایین، بادامک سوئیچ، بال سوئیچ را آزاد می‌کند. LW در خلاف جهت عقربه‌های ساعت حرکت می‌کند و از آنجایی که SR به‌طور متناوب توسط AR (یا HR) مسدود می‌شود، اهرم را در یک حرکت سریع بالا می‌برد. SR در خلاف جهت عقربه‌های ساعت روی AR می‌چرخد، در حالی که فقط گشتاور تعیین شده توسط G از طریق SR روی AR عمل می‌کند؛ بنابراین چرخ‌دنگ در این فرایند نیز به‌طور یکنواخت به حرکت در می‌آید و تکانه محرک برای آونگ ثابت می‌ماند. حرکت سریع اهرم یا LW توسط بادگیر میرا می‌شود. پس از اینکه RZ2 نیم دور چرخید، بال سوئیچ دیگر به بادامک سوئیچ برخورد می‌کند و کوک را خاتمه می‌دهد. چرخ‌دنده دوباره متوقف می‌شود.
از آنجایی که فاصله افقی تا شفت ۱ (بازوی اهرم) با حرکت اهرم تغییر می‌کند، گشتاور منتقل شده به چرخ‌دنگ ثابت نیست. مانند هریسون، می‌توان با عبور طنابی که وزنه از آن آویزان است، از روی یک بادامک متصل به اهرم، این مشکل را برطرف کرد.